# Agnes McCullough
Pour les articles homonymes, voir McCullough.
Agnes McCullough (1888 - 31 mars 1967) est une professeure, philanthrope et activiste irlandaise.

## Enfance et famille
Agnes McCullough est née en 1888 à Tomcoole, dans le comté de Wexford. Elle est la neuvième enfant et la sixième fille de John Ryan, agriculteur fort, et d'Elizabeth (née Sutton). Elle fréquente des écoles à Glynn, dans le comté de Wexford, à l'abbaye de Loreto à Gorey et à Darmstadt en Allemagne, avant de passer un certain temps en Belgique. Elle fréquente ensuite l'University College Dublin (UCD) où elle obtient un BA en langues modernes et un MA en vieil irlandais sous la supervision d'Osborn Bergin en 1913. Avec d'autres membres de sa famille, McCullough est active au Sinn Féin et dans la Ligue gaélique. Elle déménage à Belfast pour enseigner au St Mary's Training College for teachers en 1913. En 1914, elle fonde une succursale à Belfast du Cumann na mBan.
À Belfast, elle rencontre Denis McCullough. Le couple se marie le 16 août 1916 après sa libération de détention pour son rôle dans l'insurrection de Pâques. C'est un double mariage où Chris Ryan épousant Michael O'Malley à Tomcoole. Ils vivent initialement à Belfast, McCullough restant actif au Cumann na mBan et gérant l'entreprise d'instruments de musique de la famille pendant que son mari est emprisonné à plusieurs reprises. Ils ont quatre fils, Donal, Mairtín, Donnacha et Seosamh, et deux filles, Máiread et Úna Patricia. Leur correspondance de cette période est comprise dans les articles de McCullough dans les archives de l'UCD. McCullough sert également de gardien de la loi à Belfast et participe à la délégation anti-partition de nationalistes de Belfast de septembre 1921 pour rencontrer Éamon de Valera au Mansion House à Dublin.
En raison du boycott de Belfast, leur entreprise souffre et la famille déménage à Dublin en décembre 1921 après la libération de Denis du camp d'internement de Ballykinlar. Ils installent leur magasin de musique sur Dawson Street.

## Activisme
À Dublin, McCullough est active dans un certain nombre d'organisations caritatives telles que Saor an Leanbh (le fonds irlandais Save the Children) et le Catholic Social Services Council. Elle est nommée vice-présidente des commissions statutaires du commerce en 1941, une commission composée de représentants des employeurs et des employés, fixant les taux pour des secteurs particuliers. Elle fait également du bénévolat pour la Dublin Rheumatism Clinic, l'Incorporated Orthopedic Hospital of Ireland et la Coombe Hospital Linen Guild. Elle est membre active de la section des femmes de l'Association nationale de développement agricole et industriel. Elle candidate sans succès pour la circonscription NUI Seanad Éireann en 1954. Les McCullough sont favorables au traité en 1922, ce qui les amènent à être plus proches de son beau-frère Seán T. O'Kelly que certains autres membres de la famille élargie Ryan. Le couple assiste à la deuxième inauguration présidentielle d'O'Kelly en 1952 et accompagne le président lors d'une visite à Rome en mars 1957. McCullough parle de sa préoccupation concernant l'effet de la télévision sur les enfants lors d'une réunion de Saor an Leanbh en 1962.

## Mort et héritage
McCullough meurt subitement à son domicile de Ranelagh, à Dublin, le 31 mars 1967. Les articles relatifs à McCullough sont inclus dans les articles de la famille Ryan à la Bibliothèque nationale d'Irlande.